# Stefano Nava
Stefano Nava (Milano, 19 febbraio 1969) è un allenatore di calcio, commentatore televisivo ed ex calciatore italiano, di ruolo difensore, tecnico dei Giovanissimi regionali A del Milan.
Ha giocato nel Milan a inizio anni novanta, dove era riserva dei difensori Franco Baresi e Alessandro Costacurta.

## Biografia
Ha un figlio, Lapo, portiere della Cremonese. È stato telecronista dei videogiochi di calcio FIFA (EA FC).

## Carriera

### Giocatore
Ha iniziato la carriera nel 1985 alla Pro Sesto, per poi passare alle giovanili del Milan. Nel 1988 ha esordito in Serie C1 con la Virescit Boccaleone e nella stagione successiva è passato in Serie B alla Reggiana.
Nel 1990 è tornato al Milan, dove è stato scelto come riserva dei titolari di difesa Baresi, Maldini, Tassotti, Costacurta. In quattro stagioni in maglia rossonera (1990-1991 e 1992-1995, nel mezzo una stagione in prestito al Parma), Nava ha totalizzato 21 presenze e segnato una rete. È stato uno dei protagonisti della finale di Champions League 1993-1994 del 18 maggio 1994, vinta dal Milan 4-0 sul Barcellona, anche se solo per pochi minuti: è entrato all'83' per sostituire Paolo Maldini.
Dopo l'esperienza milanese, Nava ha disputato una stagione in prestito al Padova, una in Svizzera nel Servette (dove si è trasferito a parametro zero) e due alla Sampdoria, prima di chiudere la carriera alla Pro Sesto a fine stagione 2000-2001.

### Dopo il ritiro
Nava ha allenato la Pro Sesto, ultima squadra dove ha militato, per un mese a gennaio 2004 e successivamente è diventato allenatore della Masseroni Marchese nell'ambito del Progetto Giovani del Milan. Nel corso della stagione 2011-2012 è stato allenatore in seconda dei Giovanissimi Nazionali rossoneri, in quella seguente collaboratore tecnico di Filippo Inzaghi agli Allievi Nazionali.
Nella stagione 2014-2015 ha allenato la formazione dei Berretti del Milan. Il 12 aprile 2016 ha assunto l'incarico di tecnico della Primavera del Milan a seguito della chiamata in prima squadra di Cristian Brocchi; non si è qualificato per la fase finale per la sconfitta del 21 maggio 2016, ai rigori, contro l'Empoli. Il 12 giugno 2016 ha vinto ai rigori contro il Valencia il trofeo Angelo Dossena. Il 26 maggio 2017 è stato annunciato che, a partire dal 1º luglio seguente, sarebbe stato sostituito dall'ex rossonero Gennaro Gattuso.
Ha svolto l'attività di commentatore per Sky Italia. A partire dal videogioco FIFA 15 ha affiancato Pierluigi Pardo, sostituendo la storica coppia Caressa-Bergomi. È rimasto fino all'edizione FIFA 21; in FIFA 22 è stato sostituito da Daniele Adani.

## Statistiche

### Presenze e reti nei club
| Stagione         | Squadra          | Campionato       | Campionato | Campionato | Coppe nazionali | Coppe nazionali | Coppe nazionali | Coppe continentali | Coppe continentali | Coppe continentali | Altre coppe | Altre coppe | Altre coppe | Totale | Totale |
| Stagione         | Squadra          | Comp             | Pres       | Reti       | Comp            | Pres            | Reti            | Comp               | Pres               | Reti               | Comp        | Pres        | Reti        | Pres   | Reti   |
| ---------------- | ---------------- | ---------------- | ---------- | ---------- | --------------- | --------------- | --------------- | ------------------ | ------------------ | ------------------ | ----------- | ----------- | ----------- | ------ | ------ |
| 1988-1989        | Virescit Bergamo | C1               | 30         | 2          | CI+CI-C         | 5+?             | 0+?             | -                  | -                  | -                  | -           | -           | -           | 35+    | 2+     |
| 1989-1990        | Reggiana         | B                | 32         | 0          | CI              | 1               | 0               | -                  | -                  | -                  | -           | -           | -           | 33     | 0      |
| 1990-1991        | Milan            | A                | 2          | 0          | CI              | 7               | 0               | CC                 | 0                  | 0                  | SU+CInt     | 0           | 0           | 9      | 0      |
| 1991-1992        | Parma            | A                | 19         | 0          | CI              | 7               | 0               | CU                 | 2                  | 0                  | -           | -           | -           | 28     | 0      |
| 1992-1993        | Milan            | A                | 14         | 0          | CI              | 5               | 0               | UCL                | 5                  | 0                  | -           | -           | -           | 24     | 0      |
| 1993-1994        | Milan            | A                | 3          | 1          | CI              | 3               | 0               | UCL                | 2                  | 0                  | SI+SU+CInt  | 0           | 0           | 8      | 1      |
| 1994-1995        | Milan            | A                | 2          | 0          | CI              | 2               | 0               | UCL                | 1                  | 0                  | SI+SU+CInt  | 1+0+0       | 0           | 6      | 0      |
| lug.-nov. 1995   | Milan            | A                | 0          | 0          | CI              | 0               | 0               | CU                 | 0                  | 0                  | -           | -           | -           | 0      | 0      |
| Totale Milan     | Totale Milan     | Totale Milan     | 21         | 1          |                 | 17              | 0               |                    | 8                  | 0                  |             | 1           | 0           | 47     | 1      |
| nov. 1995-1996   | Padova           | A                | 17         | 0          | CI              | -               | -               | -                  | -                  | -                  | -           | -           | -           | 17     | 0      |
| 1996-1997        | Servette         | LNA              | 10+5       | 1+0        | CS              | 2               | 0               | -                  | -                  | -                  | -           | -           | -           | 17     | 1      |
| lug.dic. 1997    | Servette         | LNA              | 11         | 0          | CS              | 0               | 0               | -                  | -                  | -                  | -           | -           | -           | 11     | 0      |
| Totale Servette  | Totale Servette  | Totale Servette  | 21+5       | 1+0        |                 | 2               | 0               |                    | -                  | -                  |             | -           | -           | 29     | 1      |
| gen.-giu. 1998   | Sampdoria        | A                | 5          | 0          | CI              | 0               | 0               | -                  | -                  | -                  | -           | -           | -           | 5      | 0      |
| 1998-1999        | Sampdoria        | A                | 9          | 0          | CI              | 3               | 0               | Int.               | 2                  | 0                  | -           | -           | -           | 14     | 0      |
| Totale Sampdoria | Totale Sampdoria | Totale Sampdoria | 14         | 0          |                 | 3               | 0               |                    | 2                  | 0                  |             | -           | -           | 19     | 0      |
| 2000-2001        | Pro Sesto        | C2               | 12         | 0          | CI-C            | ?               | ?               | -                  | -                  | -                  | -           | -           | -           | 16     | 0      |
| Totale carriera  | Totale carriera  | Totale carriera  | 171        | 4          |                 | 35+             | 0+              |                    | 12                 | 0                  |             | 1           | 0           | 219    | 4      |

## Palmarès

### Competizioni nazionali
- Coppa Italia: 1

Parma: 1991-1992
- Supercoppa italiana: 3

Milan: 1992, 1993, 1994
- Campionato italiano: 2

Milan: 1992-1993, 1993-1994

### Competizioni internazionali
- Supercoppa UEFA: 2

Milan: 1990, 1994
- Coppa Intercontinentale: 1

Milan: 1990
- UEFA Champions League: 1

Milan: 1993-1994